# Personico
Personico je obec na jihu Švýcarska v kantonu Ticino, okrese Leventina. Nachází se v severní části kantonu, v údolí Valle Leventina. Žije zde přibližně 300 obyvatel.

## Geografie
Vesnice Personico leží na dně údolí na stinné straně údolí Valle Leventina. Je nejjižnější obcí okresu Leventina. K obci patří také boční údolí Val d'Ambra, Val Marcri a Val Nèdro.
Obec sousedí na severu s Bodiem, na severovýchodě s Pollegiem, na východě s Biascou, na jihu s Rivierou, na západě s obcí Verzasca a na severozápadě s Giornicem.

## Historie
První zmínka o obci pochází z roku 1227 pod názvem Prexonego. Personico patřilo k vikinii Basso (Giornico). V roce 1600 vytvořily Personico, Bodio a Pollegio vicinii, která jako korporace existovala až do roku 1803. Církevně patřila obec nejprve k Biasce a samostatnou farností se stala před rokem 1570.
Kostel byl obnoven v letech 1926 a 1978–1979. V letech 1736–1869 byla v Personicu v provozu sklárna, z jejíhož podnětu byla v roce 1782 otevřena další sklárna v Lodrinu. K tradičnímu chovu dobytka přibyla v 19. století těžba přírodního kamene. V letech 1962–1967 byla v údolí Val d'Ambra postavena vodní elektrárna Nuova Biaschina s přehradou a v roce 1999 další, menší vodní elektrárna.

## Obyvatelstvo
| Rok            | 1745 | 1850 | 1900 | 1950 | 1970 | 1980 | 1990 | 2000 | 2010 | 2012 | 2020 |
| Počet obyvatel | 269  | 306  | 288  | 270  | 401  | 384  | 379  | 353  | 345  | 350  | 326  |

Údolí Leventina je jednou z italsky mluvících oblastí Švýcarska. Převážná většina obyvatel obce tak hovoří italsky.

## Doprava
Personico leží poblíž švýcarské dálnice A2 (Basilej – Lucern – Gotthard – Lugano – Chiasso) a původní kantonální hlavní silnice č. 2.
Okolo obce prochází také Gotthardská dráha, významná železniční trať, spojující střední Švýcarsko s kantonem Ticino. Obec na trati však nemá žádnou stanici ani zastávku; veřejnou dopravu zajišťuje autobusová linka Postauto ze stanice Bodio.